# Gæstearbejdere i Danmark
Gæstearbejdere i Danmark er gæstearbejdere, der arbejder eller har arbejdet i Danmark. Betegnelsen gæstearbejder bruges især om de indvandrere, der kom til Danmark for at arbejde i 1960'erne og starten af 1970'erne, selvom der også både før og efter denne periode har været betydelige grupper af udenlandsk arbejdskraftindvandring.
Tidligere brugtes normalt ordet "fremmedarbejder" som udtryk for de udenlandske arbejdere, der kom til Danmark i 1960'erne og 1970'erne. I dag betragtes dette ord imidlertid i vid udstrækning som nedladende trods sin neutrale grundbetydning. Når man omtaler denne gruppe i dag, bruges typisk udtrykket gæstearbejder, som altså oprindelig er en eufemisme.
Gæstearbejde i Danmark kan bl.a. foregå via en greencard-ordning.

## Historie

### Polakker
I perioden 1893-1929 kom mange polakker til Danmark for at udføre gæstearbejde, især ved landbruget (de såkaldte roepolakker). Ikke mindst i roekampagnerne på Lolland-Falster, men også som høstkarle og piger rundt om i landet.
Beslutningen om at rejse til Danmark for at arbejde i en sæson var derfor en ikke særlig afgørende eller alvorlig beslutning for en ung polak: Han eller hun skulle jo hjem til jul!
Antallet var højest i 1914, hvor der var 14.000 polske landarbejdere i Danmark. Med 1. verdenskrig faldt tallet kraftigt. De fleste polakker rejste tilbage til Polen igen, men det skønnes, at ca. 3.-4.000 blev permanent i Danmark.

### Gæstearbejdere i 1960'erne og 1970'erne
Gæstearbejderne, der især kom fra Tyrkiet, men også fra bl.a. Jugoslavien og Pakistan, blev kaldt sådan, fordi man forventede, at de kun skulle arbejde en periode i Danmark og dermed afhjælpe manglen på arbejdskraft for derefter at vende tilbage til deres oprindelseslande. I mange tilfælde blev disse personer dog i Danmark, eftersom de var blevet integreret på arbejdsmarkedet og typisk fik børn, der gik i dansk skole osv.

#### Statistik
Udviklingen i antallet af gæstearbejdere med arbejdstilladelse og samlet var for Danmarks vedkommende:
| År   | Med arbejdstilladelse | I alt udlændinge | År   | Med arbejdstilladelse | I alt udlændinge |
| ---- | --------------------- | ---------------- | ---- | --------------------- | ---------------- |
| 1962 | 8.497                 | 14.199           | 1967 | 12.970                | 22.885           |
| 1963 | 9.268                 | 15.131           | 1968 | 14.245                | 22.659           |
| 1964 | 9.364                 | 15.758           | 1969 | 14.604                | 23.336           |
| 1965 | 10.703                | 17.572           | 1970 | 17.893                | 27.252           |
| 1966 | 11.703                | 18.994           | 1971 | 24.852                | 34.484           |

Udviklingen i antallet af gæstearbejdere fra 1966 til 1971 efter vigtigste lande:
| Hjemsted/År:   | 1966  | 1971  |
| -------------- | ----- | ----- |
| Vesttyskland   | 7.801 | 9.028 |
| Tyrkiet        | 156   | 6.073 |
| Jugoslavien    | 261   | 4.591 |
| Storbritannien | 3.192 | 4.524 |
| USA            | 2.702 | 3.685 |

Andre områder med mere end 1.000 gæstearbejdere i Danmark i 1971 var Benelux, Italien, Polen, og Schweiz. I 1970 blev der indført stop for tilgang af nye gæstearbejdere.